# APEJES Academy
El APEJES Academy es un equipo de fútbol de Camerún que juega en la Primera División de Camerún, la liga de fútbol más importante del país.

## Historia
Fue fundado en 2006 en la capital Yaundé originalmente como una academia de fútbol para desarrollar jugadores a edades tempranas y explotar su talento a niveles infantiles y juveniles hasta que en la temporada 2012 iniciaron a competir a nivel nacional con los demás clubes del país.
En su primera temporada lograron el título regional e iniciaron su ascenso al profesionalismo, el cual era el principal objetivo de su presidente Aimé León Zang. En el año 2013 lograron el ascenso a la Primera División de Camerún y ahí juegan desde entonces.

## Palmarés
- Copa de Camerún: 1

2016
- Tercera División de Camerún Zona Centro: 1

2012

## Participación en competiciones de la CAF
| Temporada | Torneo                       | Ronda      | Club             | Casa | Visita | Global  |
| --------- | ---------------------------- | ---------- | ---------------- | ---- | ------ | ------- |
| 2017      | Copa Confederación de la CAF | Preliminar | ASC Niarry-Tally | 1-0  | 1-2    | 2-2 (a) |
| 2017      | Copa Confederación de la CAF | 1          | ASEC Mimosas     | 1-0  | 0-2    | 1-2     |